# El viejo guitarrista ciego
El viejo guitarrista ciego es un cuadro realizado por el pintor cubista malagueño Pablo Picasso. Este cuadro fue pintado entre 1903 y 1904 mediante la técnica de óleo sobre lienzo, y sus medidas son de 122.9 cm de alto × 82.6 cm de ancho. En la actualidad se encuentra en el Instituto de Arte de Chicago, Estados Unidos, como parte de la colección Helen Birch Bartlett Memorial Collection. Es uno de los cuadros más característicos del Período azul de Picasso.

## Descripción
Este cuadro muestra, mediante el uso de formas geométricas, la imagen lánguida de un mendigo con la ropa desgarrada sosteniendo una guitarra en una acera de Barcelona, en el que predominan los característicos tonos azules del llamado Período azul de Picasso. Mediante el uso de estas tonalidades azules, incluso en el color de la piel, se acentúa la tristeza del anciano. A pesar de esto, mantiene la guitarra de un color marrón, como muestra de esperanza para el mendigo, ya que se trata de su único medio de subsistencia.

### Análisis
Física y simbólicamente, el instrumento ocupa el espacio que el cuerpo delgado deja libre. La guitarra se convierte en la única herramienta de supervivencia del mendigo, brindándole ayuda y consuelo. Es relevante resaltar la importancia de los instrumentos musicales en la iconografía característica de Picasso. La forma redondeada de la guitarra contrasta con la figura seca y angulosa del mendigo. Se ha empleado en el mendigo la distorsión manierista de los cuerpos al estilo de El Greco, alargándolos de manera desproporcionada. 
El tema del ciego puede simbolizar la privación sensorial y la vulnerabilidad humana. La guitarra, un instrumento asociado con la música, puede representar un rayo de esperanza en medio de la desolación. El anciano está representado con una postura encorvada y melancólica, lo que sugiere su fragilidad física y emocional. Su rostro muestra una expresión de sufrimiento, lo que enfatiza la lucha interna y la desesperanza. El fondo oscuro y sin detalles resalta la figura del anciano, colocándola en el centro y ocupando la mayor parte del lienzo, lo que intensifica su presencia y el impacto emocional de la obra. 

## Contexto
El periodo azul, que abarca desde 1901 hasta su establecimiento en París en 1904, que da origen al período Rosa de Picasso. El 24 de diciembre de 1900, Picasso y su amigo Carlos Casagemas volvieron de su primera estancia en París a Barcelona y en un intento de distraer a Casagemas de su profunda depresión tras una infeliz relación amorosa, Picasso se lo llevó a Málaga. En febrero de 1901, Casagemas estaba otra vez en París, donde se quitó la vida. Se discute si el Periodo azul comienza durante la primera mitad del 1901, cuando Picasso estaba en España, o en la segunda mitad, cuando ya se había mudado a París. Entre 1901 y 1904, Picasso estuvo viviendo entre Barcelona y París, donde se vio fuertemente influenciado por el ambiente modernista representado por el círculo de Els Quatre Gats, movidos por una nueva forma de preocupación social, a pesar de su gusto a la vez por el arte mediterráneo y clásico. La dificultad de conciliar influencias tan opuestas se manifiesta plenamente en los dibujos de este periodo. 
Es por esto que es difícil saber si las pinturas se realizaron durante sus estancias en Barcelona o París, pero algunas de las pinturas muestran claramente por su tema que fueron realizadas en Barcelona, pues la Barcelona de principios del siglo XX experimentó un proceso de industrialización incipiente que generó una situación controvertida y dramática, evidenciando las marcadas disparidades entre las diversas clases sociales y muchos artistas catalanes, entre ellos Picasso, se comprometieron con la perspectiva social, apoyando a los sectores más desfavorecidos y oponiéndose al materialismo de la burguesía catalana. Su objetivo principal era plasmar en sus obras las difíciles condiciones de vida de la clase trabajadora. 

## El Periodo Azul
El viejo guitarrista ciego fue realizado durante el Período azul de Picasso, el cual comenzó después de su primera visita a París, y con sus experimentos con el color como símbolo de una situación tanto moral como social. 
Picasso optó por utilizar un color predominante en varios de sus cuadros, trascendiendo la noción de serie. Su intención era sumergirse en un mundo impregnado de azul de manera permanente. Este tono nos evoca la noche, pero simboliza principalmente la protección materna, el descanso y los sueños olvidados que alivian el sufrimiento de las personas humildes, en lugar de representar un poder hostil. En definitiva, el color fue la inalterable proyección de un estado de mente que persiste en él por algunos años.  
A lo largo de su vida, Picasso enfrentó constantes problemas financieros y difíciles circunstancias materiales, hasta 1902, que marcaron su sensibilidad hacia el sufrimiento humano desde su juventud, impulsándolo a plasmarlo en sus pinturas. Además, la ceguera pasó a ser un tema recurrente a lo largo de su obra, motivado por su miedo a perder la vista, como le ocurrió previamente a su padre. Durante su periodo azul, sus obras reflejan una progresiva ampliación y simplificación de las formas, a menudo acompañada de un aumento en el tamaño de las pinturas. 

## Descubrimientos con infrarrojos.
Recientemente, en el seminario “La época azul: nuevas lecturas a través del estudio técnico” en el Museu Picasso, en febrero de 2015, se dieron a conocer una serie de nuevos descubrimientos sobre este cuadro del pintor malagueño. Un estudio del cuadro realizado con luz rasante reveló una serie de bocetos realizados por el pintor antes del resultado final. En ellos se puede observar la imagen de una maternidad, que se encuentra también en una carta de Picasso a Max Jacob. También se ha revelado otro cuadro debajo del esbozo de la maternidad, que muestra una mujer que se encuentra en La Vida. Además de esto, también se han revelado una serie de alteraciones del propio cuadro del viejo guitarrista ciego.